# Ali Feruz
Pour les articles homonymes, voir Feruz.
Ali Feruz (Али Феруз), nom de plume de Khudoberdi Nurmatov, né en 1987 à Gorno-Altaïsk (République socialiste fédérative soviétique de Russie), est un journaliste russo-ouzbek. Il est également militant pour la défense des droits humains, notamment les droits des homosexuels.

## Biographie
Né en Russie en 1987 d'un père ouzbek et d'une mère russe, Khudoberdi Nurmatov migre en Ouzbékistan à l'âge de 17 ans et obtient la nationalité Ouzbèke. Arrêté et battu par les services secrets ouzbeks de la SNB en 2008, il fuit l'Ouzbékistan en 2009 pour s'installer en Russie où il fait différentes demandes d’asile ou de protection temporaire qui sont rejetées. 
Collaborateur d'Amnesty International et journaliste, il travaille à partir de 2016 au magazine bihebdomadaire russe Novaïa Gazeta où il traite les sujets liées à la discrimination des homosexuels, aux crimes raciaux ou aux conditions d’existence des migrants en Russie. Un jugement le condamne à être expulsé vers l'Ouzbékistan mais la Cour suprême de la fédération de Russie casse ce jugement et l'autorise à quitter le pays pour se rendre dans un pays tiers. Il s'installe en Allemagne en février 2018. 

## Récompenses et distinctions
Ali Feruz, alors en détention à Moscou dans l'attente de sa déportation, reçoit l'ordre du courage Andreï Sakharov.